# Jean-François Derosne
Pour les articles homonymes, voir Derosne.
Jean-François Derosne (1774-1855) est un pharmacien et un chimiste français. Il a notamment découvert la noscapine dite aussi « sel essentiel de Derosne ».

## Biographie
Jean-François Derosne est né le 18 juillet 1774, rue Saint-Honoré à Paris. Ses parents, qui se sont mariés en 1770, sont François Derosne (1743-1796), qui fait sa formation pour devenir maître en pharmacie dans l'officine de son cousin Louis Claude Cadet de Gassicourt au 115 de la rue Saint-Honoré, et Anne Godefroy. Premier garçon de la famille, il aura un frère Louis-Charles né en 1779.
Il commence une formation de pharmacien en 1792, l'année de ses 18 ans. Cette formation, comprend huit années de stage dans une officine qu'il effectue d'abord sous la direction de son père (jusqu'à sa mort en 1796) dans l'officine familial et à partir de 1796 le suivi des cours de l'École gratuite de Pharmacie,, gérée par la Société libre des pharmaciens de Paris,, donnés par de Darcet et Vauquelin. Il réussit les trois examens et devient maître pharmacien le 15 nivôse an VIII (5 janvier 1800).
Son diplôme lui permet, de devenir l'associé de sa mère et le responsable de l'officine qui est renommée « Veuve Derosne et fils, successeurs de Cadet et Derosne ». Ce nouveau nom permet de mettre un terme au différend qui opposa jusqu'au procès sa mère, Anne Desrosne et Charles Louis Cadet de Gassicourt, le fils de Louis-Claude au sujet du nom de l'officine. Il était resté sous la forme « Cadet-Derosne » bien que son père ait quitté l'association et vendu sa part à François Derosne en 1786 et que les deux anciens associés soient morts depuis. Le problème est apparu peu après le décès de François Derosne car sa femme Anne put reprendre l'officine du fait que les statuts de la corporation permettaient aux veuves d'assurer la gestion de l'établissement de feu leur mari et qu'elle n'avait pas changé l'enseigne. En 1800, le jugement du tribunal d'appel conclut qu'il pouvait être fait mention de « successeur du feu citoyen Cadet ». Cette association permet à Jean-François Derosne de devenir membre du Collège de pharmacie de Paris le 19 pluviôse an VIII (8 février 1800).
Tout en effectuant le travail dû à l'officine, Jean-François est rapidement intéressé par des travaux expérimentaux sur « les propriétés chimiques et la purification de produits thérapeutiques ou alimentaires » et notamment ses premiers travaux portent sur l'opium. Il s'intéresse aux recherches d'Antoine Baumé qui a isolé un « sel essentiel terreux, tantôt aiguillé, tantôt micacé » (découverte publiée en 1789) et après de multiples expériences, il réussit à isoler un « sel blanc, aiguillé, insoluble dans l'eau froide, donnant avec les acides, une solution d'où il est précipité par les alcalis ». Ce sel, auquel il ne donne pas de nom, qu'il a produit à raison de 40 grammes pour un kilogramme d'opium est ensuite appelé « sel essentiel de Derosne ». Il publie le résultat de ses travaux dans le numéro du 20 janvier 1803 des Annales de Chimie .
Au cours de l'année 1802 Louis-Charles commence ses études de pharmacie, tardivement à 22 ans, en commençant ses années de stages dans l'officine pilotée par son frère ainé Jean-François.

## Publications
- « Mémoire sur l'opium : lu à la Société de pharmacie », Annales de Chimie, t. XLV,‎ 1803, p. 257-286
- Expériences et observations sur la distillation de l'acétate de cuivre : Par MM. Derosne, frères, Pharmaciens de Paris (tiré-à-part article paru dans les Annales de chimie 1807), Paris, imprimerie de H.L.Perronneau, 1807, 22 p. (présentation en ligne)